# Hans Cramer
Hans Cramer foi um general alemão, tendo como seu principal comando o Afrika Korps. Nasceu em Minden em 13 de julho de 1896 e morreu na mesma cidade em 28 de outubro de 1968.

## Biografia
Ele entrou para o Exército como um oficial cadete em 1914, encerrando a Primeira Guerra Mundial (1914-18) com a patente de Leutnant. Durante o período de entreguerras ele serviu com a infantaria e mais tarde na cavalaria e tropas móveis.
Ele estava com a patente de Oberstleutnant quando iniciou a Segunda Guerra Mundial, se tornando Oberst em 1 de outubro de 1940, Generalmajor em 1 de novembro de 1942, Generalleutnant em 22 de janeiro de 1943 e General der Panzertruppe em 1 de maio de 1943.
Durante este período, assumiu o comando de várias tropas panzer: membro do general staff da 10ª Divisão Panzer (1 de novembro de 1940), comandante oficial do Pz.Rgt. 8 (22 de março de 1941), chief-of-staff do Comando Geral das Tropas Movéis (1 de abril de 1942), general das tropas móveis do OKH (1 de setembro de 1942), comando oficial interino do XXXXVIII Corpo Panzer (20-25 de novembro de 1942), comandante oficial do Afrika Korps (13 de março de 1943).
Foi capturado pelos Britânicos em 16 de maio de 1943, retornando para a Alemanha em 15 de maio de 1944, sendo novamente aprisionado em maio de 1945, e libertado em 1946 vindo a falecer em Minden em 28 de outubro de 1968.

## Condecorações
Foi condecorado com a Cruz de Cavaleiro da Cruz de Ferro (27 de junho de 1941) e a Cruz Germânica em Ouro (5 de março de 1942).